# Erica Rutherford
Erica Rutherford (1 de fevereiro de 1923, Edimburgo - 11 de abril de 2008 em Charlottetown) foi uma artista, cineasta e escritora britânico-canadense transgênero. Ela recebeu o prêmio Father Adrien Arsenault Senior Arts (2001) e foi eleita para a Royal Canadian Academy of Arts (1999).

## Infância e educação
Erica Rutherford nasceu em 1º de fevereiro de 1923 em Edimburgo, Escócia, filha de David e Isabel Rutherford. Em 1928, a família mudou-se para Portsmouth, na Inglaterra. Rutherford estudou no St. John's College em Southsea e ingressou no Dartmouth Royal Naval College em 1937, passando um ano como cadete no HMS Conway em Liverpool. Em 1939, Rutherford estudou arte dramática na Royal Academy de Londres.
No mesmo ano, Rutherford conseguiu um emprego no teatro e durante dois anos trabalhou como atriz em Londres. Durante a Segunda Guerra Mundial, Rutherford viajou atuando em campos do exército na Inglaterra.
Em dezembro de 1942, Rutherford casou-se com Chloe Clough e no ano seguinte nasceu sua filha, Gail Erika. O casal se separou em 1944 e se divorciou em 1949.
Em 1945, Rutherford estudou cenografia, desenho e escultura na Slade School of Fine Art em Londres. No mesmo ano, Rutherford também estudou figurino histórico na Central School of Arts and Craft de Londres, bem como desenho e pintura na Academia Julian em Paris. Durante o mesmo período, Rutherford trabalhou como cenógrafa, projetando cenários para mais de trinta produções de vários teatros ingleses, incluindo o Theatre Royal em Windsor e o Theatre Royal em York.
Em abril de 1949, Rutherford casou-se com Gloria Green e eles voltaram para Londres por um tempo. No ano seguinte, o casal regressou à África do Sul para trabalhar na fazenda da família. Nos anos seguintes, desenvolveram uma plantação de banana. Por problemas de saúde, Gloria teve que ir para a Suíça em 1953, e não se vendo novamente o casal se divorciou em 1955. No mesmo ano, no final de 1955, Rutherford casou-se pela terceira vez, com Laura de Borgreve, e o casal voltou para Londres. Após um breve casamento, eles se separaram em 1958, divorciando-se oficialmente em 1966.

## Carreira
Em 1959, Rutherford conheceu a artista australiana Gail Turner e o casal mudou-se para Ibiza, na Espanha. Lá Rutherford concentrou-se na pintura e expôs amplamente em toda a Europa. Nessa época, a arte de Rutherford começou a receber reconhecimento significativo com uma série de exposições individuais nas Galerias Leicester de Londres. Retornando brevemente à Inglaterra em 1964, Rutherford ensinou pintura no West Surrey College of Art em Farnham, mas logo o casal voltou para a Espanha, onde em 1966 nasceu sua filha Susana.
A família voltou para Londres em 1967, mas não conseguindo encontrar emprego nas escolas de arte locais, Rutherford decidiu se mudar para os Estados Unidos. Rutherford começou a lecionar na Louisville School of Art, em Kentucky, em 1968, e em 1969 foi professora visitante na Universidade da Virgínia Ocidental. Em 1971, Rutherford tornou-se professora associada do Departamento de Arte da Universidade de Missouri, em Columbia.
Em 1975, Rutherford separou-se legalmente de Gail e adotou o nome Erica. Ela foi submetida a uma cirurgia de afirmação de gênero em 1976 em St. Louis, Missouri.
Após a cirurgia, Rutherford mudou-se para o Canadá, assumindo cargos temporários de ensino na Universidade de Guelph e no Sheridan College, em Ontário. Em 1985 ela se estabeleceu na Ilha do Príncipe Eduardo comprando uma propriedade em Pinette. Eventualmente, sua ex-esposa Gail voltou a morar com ela como companheira e amiga. Em 1987, eles abriram um estúdio de arte e um retiro artístico em sua propriedade Pinette.
Ao se mudar para a Ilha do Príncipe Eduardo, Rutherford começou a ilustrar livros infantis como The Owl and the Pussycat (1986). Nos anos seguintes também escreveu e ilustrou dois livros de humor, Yoga for Cats (1987) e Dance for Cats (1988). Em 1994, seu livro infantil An Island Alphabet foi publicado.
Em 1993, Rutherford publicou sua autobiografia, Nine Lives: The Autobiography of Erica Rutherford, na qual ela discute o que descreveu como disforia de gênero. No livro, ela também documentou os detalhes de sua primeira visita à Ilha do Príncipe Eduardo em 1970, que em 1985 se tornou seu lar permanente.
Rutherford teve uma grande influência na comunidade artística da Ilha do Príncipe Eduardo. Ela atuou como mentora formal e informal para muitos na comunidade. Em 1991 realizou a primeira oficina de gravura atraindo os melhores artistas do país. Eventualmente, isso levou à formação do Conselho de Gravadores da IPE.
Em 1999 Rutherford foi admitida na Royal Canadian Academy of Arts. Em 2001 ela recebeu o prêmio Padre Adrien Arsenault Senior Arts.
Sua última exposição, Enigmatic Whispers, foi realizada na Confederation Center Art Gallery em Charlottetown em 2006. Uma bolsa em seu nome foi concedida pela Universidade da Ilha do Príncipe Eduardo. Uma bolsa atual em seu nome é oferecida pelo Centro da Confederação das Artes.
Erica Rutherford morreu em 11 de abril de 2008 em Charlottetown, Ilha do Príncipe Eduardo, aos 85 anos.

## Exposições (seleção)
- Galerias Leicester, Londres (1961-1964);
- Galeria Ivan Spence, Ibiza, Espanha (1961-1966);
- Galerie San Jorge, Madrid, Espanha (1962);
- Galeria Ashgate, Farnham, Inglaterra (1966, 1970, 1974);
- Galeria Pollock (1975, 1981)
- Galeria Pascal, Toronto, Canadá (1981, 1983);
- Galeria 1667, Halifax, Nova Escócia (1986);[11]
- Galeria de Arte do Centro da Confederação, Charlottetown (2006) [12]
- O animal dentro das criaturas dentro (e fora) da coleção Mumok 2022-2023
- Mulheres em Revolta, Tate Britain, 2023-2024
- Retrospectiva completa, Galeria de Arte do Centro da Confederação 2024-2025

## Coleções
- Conselho de Artes da Grã-Bretanha ;
- Galeria de Arte Burnaby, Colúmbia Britânica;
- Banco de Arte do Conselho do Canadá, Ottawa;[13]
- Galeria de Arte Corcoran, Washington, DC;
- Coleção de Arte do governo da Ilha do Príncipe Eduardo;
- Stephens College, Colúmbia, Missouri;
- Universidade do País de Gales, Cardiff;[14]
- Galeria de Arte do Centro da Confederação, Museu de Arte de Indianápolis;
- Museu de Arte Contemporânea, Madrid, Espanha.[9]

## Livros
- The Owl and the Pussycat (1986)[15]
- Yoga for Cats (1987)[16]
- Dance for Cats (1988)[17]
- Nine Lives: The Autobiography of Erica Rutherford (1993)[18]
- An Island Alphabet (1994)[19]

## Filmografia
Jim Comes to Jo'Burg (1949, produtora)